# Do I Wanna Know?
Do I Wanna Know? è una canzone della band inglese Arctic Monkeys, contenuta nell'album AM e pubblicata come singolo il 19 giugno 2013.

## Descrizione
Musicalmente, Do I Wanna Know? è un brano indie rock con elementi di musica psichedelica, stoner rock e blues rock. 
In termini di contenuto lirico e stile estetico, la canzone riprende da dove la band 2012 aveva lasciato il singolo R U Mine?. I riff di chitarra sono sorprendentemente simili, ma la canzone è più ritmata. Continua il duro taglio del loro precedente album Suck It and See. In concerto, il cantante e chitarrista Alex Turner utilizza un Vox 12 corde.
Strutturalmente, la canzone segue una forma di comune musica pop "verse-pre-chorus-coro"  fino al secondo coro; da quel momento in poi, ne segue "un flusso più non ortodosso" che termina in una "sezione pre-chorus / coro ibrido". I cori in falsetto formano un gioco con quelli di Turner per tutta la canzone. Il titolo racchiude l'intera premessa della storia: il narratore si chiede se vuole rimanere nel dubbio o sapere se i suoi sentimenti sono non corrisposti o reciproci.
Il brano è probabilmente ispirato alla fine della relazione tra Turner e la conduttrice e modella Alexa Chung.

## Video musicale
Il video musicale, pubblicato il 18 giugno 2013 su YouTube, inizia con uno sfondo nero e semplici immagini di onde sonore bianche (simile alla copertina del singolo) che vibrano, prima con le percussioni e chitarra solista, poi con la voce di Alex Turner. Mentre la band entra con i cori, le onde sonore colorate si trasformano mostrando ragazze, auto da corsa, il motore di un'auto da corsa, e immagini di corsa su strada. I disegni sono interrotti più volte con lampi di animazione a colori diversi che richiamano lo stile surreale di Robert Crumb. Il video crea un'esperienza stridente e psichedelica, in uno stile non dissimile alle animazioni Gary Gutierrez che sono state illustrate in The Grateful Dead Movie (1977). Il video si conclude con la linea bianca che attraversa due bandiere a scacchi, che si uniscono in una sola riga con la sigla "AM". Nel 2020, dopo 7 anni, ha raggiunto e superato un miliardo di visualizzazioni su YouTube, rendendolo uno dei video con più views al mondo.

## Tracce
Download digitale
- Do I Wanna Know? - 4:33

7"
- Do I Wanna Know?
- 2013

## Classifiche

### Classifiche settimanali
| Classifica (2013-21) | Posizione massima |
| -------------------- | ----------------- |
| Lituania             | 94                |
| Regno Unito          | 11                |

### Classifiche di fine anno
| Classifica (2022) | Posizione |
| ----------------- | --------- |
| Regno Unito       | 86        |
| Classifica (2024) | Posizione |
| Portogallo        | 175       |